# Confirmació d'Ayerbe (1137)

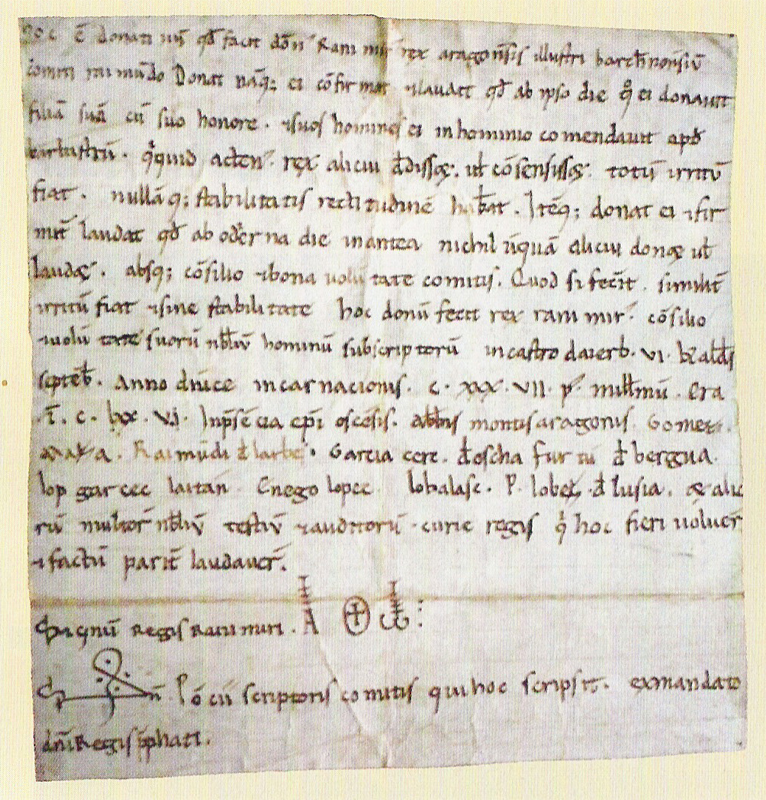
Confirmació d'Ayerbe
(27 d'agost del 1137)

L'anomenada Confirmació d'Ayerbe és una carta pública del rei Ramir II d'Aragó feta el 27 d'agost del 1137 (o 1138) al castell d'Ayerbe per la qual es comprometia a no fer mai més cap donació si no comptava amb l'aprovació del comte Ramon Berenguer IV, i que si en feia cap més sense el consentiment del comte, la donació seria considerada nul·la.

## Context
El tractat s'emmarca en la problemàtica sorgida arran del Testament d'Alfons I d'Aragó (1131) per la seva successió. El Regne de Saragossa es trobava ocupat per les tropes del rei Alfons VII de Castella, però la Santa Seu exigí l'acompliment del testament i l'entrega efectiva de les rendes que generaven els regnes que havien estat sota el domini del rei d'Alfons I d'Aragó als ordes militars. Per tal de concebre un successor, Ramir II d'Aragó s'havia casat amb Agnès de Poitiers, la qual acabava d'engendrar no un mascle, sinó una femella, Peronella d'Aragó, nascuda l'11 d'agost del 1136. Davant d'aquesta situació s'acordà el Tractat d'Alagón (1136) mitjançant el qual es pactà el casament entre el fill primogènit del rei Alfons VII de Castella, i l'acabada de néixer Peronella d'Aragó (que de resultes del tractat s'havia de passar a anomenar Urraca). El fet que suposava que a llarg termini els regnes d'Aragó passarien a la Corona de Castella. A canvi, Alfons VII de Castella retornava la sobirania efectiva sobre el Regne de Saragossa a Ramir II d'Aragó, qui al seu torn en cedia el control i la defensa a Alfons VII de Castella, sempre que quan morís el retornés a Ramir II d'Aragó, que n'havia esdevingut el sobirà efectiu, tot i que a la llarga passaria a la seva filla Peronella (Urraca), i pel matrimoni pactat, a Sanç de Castella, primogènit d'Alfons VII de Castella.

## Pacte de casament
La noblesa aragonesa rebutjà el casament de Peronella amb el fill Alfons VII de Castella, temorosos de caure sota el domini de Castella. Des del 24 d'agost del 1136, a l'11 d'agost del 1137 es va forjar un pacte entre Ramon Berenguer IV de Barcelona i Ramir II d'Aragó per tal de casar al jove comte de Barcelona amb la filla del rei, Peronella d'Aragó, que tenia un any d'edat. L'11 d'agost del 1137 a Barbastre el rei Ramir II d'Aragó donà a la seva filla per muller amb tot el seu regne al comte Ramon Berenguer IV de Barcelona. Quedaven en llei i força els seus furs, costums i usatges com en temps dels seus predecessors havien tingut els aragonesos. En cas de mort de la filla, el comte Berenguer conservaria el regne i la fidelitat dels seus homes sense cap contradicció i el tindria després de la mort del rei. Per la seva part, el rei Ramir seria rei, senyor i pare al regne i als comtats del comte de Barcelona.

## La confirmació d'Ayerbe
El 27 d'agost del 1137 el rei Ramir II d'Aragó confirmà de declaració feta setze dies abans relativa a la declaració d'írrites de qualsevulla donacions que poguera fer al regne d'Aragó. L'historiador Antonio Ubieto Arteta assenyalà que la raó d'aquest document podria ser que el rei Ramir II d'Aragó hagués fet alguna donació a particulars després de firmar els Capítols matrimonials de Barbastre (1137), però que amb aquest document es comprometia a no fer-ne mai més cap, si no comptava amb l'aprovació del comte Ramon Berenguer IV; i que si en feia cap més sense el consentiment del comte, la donació seria considerada nul·la:
| « | «Aquest és el donatiu que fa don Ramir, rei dels aragonesos, a l'il·lustre Ramon, comte dels barcelonins. Li dona en efecte i confirma i aprova que des d'aquell dia en què li donà la seva filla, amb el seu honor, i els seus homes encomanà en homenatge, prop de Barbastre, que tot allò que el rei a altri hagués donat o concedit, que tot sigui nul i no tingui cap rectitud d'estabilitat. De la mateixa manera li dona i fermament aprova que des d'aquest dia en endavant mai a ningú doni o confirmi, sense el consell i bona voluntat del comte. Que si ho fes, de la mateixa manera, que sigui nul i sense estabilitat. Aquest donatiu feu el rei Ramir amb consell i voluntat dels seus nobles, els noms dels quals davall estan escrits, al castell d'Ayerbe, VI calendas de setembre (27 d'agost) de l'any de l'Encarnació del Senyor CXXXVII després del mil·lenni (1137), era M C LXXV (era hispànica 1175). [En presencia] el bisbe d'Osca, l'abat de Montaragó, Gómez, Maça, Ramón de l'Arbés (o de Larbassa), García Garcés d'Osca, Fortún de Bergua, l'aitán Lope Garcés, Íñigo López, Lope Blázquez, Pero López de Luesia i altres molts nobles, testimonis i oïdors, de la cúria del rei, que això volgueren fer i aprovaren conjuntament això fet. Signe rei Ramir [+ Signe de] Ponci, escrivà del comte, que això escrigué per mandat del citat rei» | » |

## Còpies i manuscrits
Del manuscrit se'n feren diverses còpies coetànies i algunes posteriors.
- (A).
- (B). Còpia coetània (ACA, Pergamins de Ramón Berenguer IV, carpeta 35, núm. 87)
- (C). Còpia al Liber feudorum maior (ACA, Liber feudorum maior, fol. 5-6)

La còpia (C) que se'n va fer pel Liber feudorum maior titula el document: Carta qua rex Ramirus deduxit inirritum omnes donaciones quas in Regno Aragonis fecerat